# Angèle Albrecht
Angèle Albrecht (*  12. Dezember 1942 in Freiburg im Breisgau; † 1. August 2000 in München) war eine deutsche Tänzerin.

## Leben und Wirken
Angèle Albrecht war die Tochter des Münchener Malers und Bühnenbildners Elmar Albrecht. Nach ihrer Ausbildung bei Lula von Sachnowsky und an der Royal Ballet School in London hatte sie Engagements am Nationaltheater Mannheim (1960/61) und an der Hamburgischen Staatsoper (1961–1967), wo sie unter George Balanchine als „große Ballerina“ entdeckt wurde. Seit 1967 war sie  viele Jahre  Solotänzerin im «ballet du XXième siècle»  von Maurice Béjart in Brüssel, wo sie unter anderem in Bhakti, Boléro und Le Sacre du printemps erfolgreich war.
Gastspielreisen führten sie mit dem Ballett der Staatsoper Hamburg u. a. nach Berlin und Venedig (1964), Spanien (1965), München (1966) und Zürich (1967) und mit dem «ballet du XXième siècle» u. a. nach Dänemark, Deutschland, Frankreich, Italien, Kanada, Kuba, Luxemburg, Mexiko, Niederlande, Polen und Portugal.
Im Jahr 1979 zog sie sich von der Bühne zurück und gründete eine Ballettschulen in Brüssel, die sie jedoch Mitte der 80er Jahre aufgab. Im Anschluss unterrichtete sie in München, u. a. im Tanzprojekt und in der Ballettschule Roleff-King. Sie war seit 1969 mit dem (exil-)polnischen Konzertpianisten und Komponisten Piotr Lachert verheiratet (später geschieden), der ihr 1972 das Ballett Angelica widmete. Ihrer Verbindung mit dem Choreografen Lorca Massine, dem ältesten Sohn von Léonide Massine, entstammt ihr Sohn Tigran Albrecht.
Ihr Nachlass befindet sich im Deutschen Tanzarchiv Köln.

## Rollenrepertoire (Auszug)
- Calliope in Apollon Musagète (George Balanchine) – Hamburg 1962.
- Walzer in Les Sylphides (Michael Fokine) – Hamburg 1962.
- Cholerikerin in Die Vier Temperamente (George Balanchine) – Hamburg 1963.
- Die Nacht in Orpheus und Eurydike (George Balanchine) – Hamburg 1963.
- Ariadne in Bacchus und Ariadne (George Skibine) – Wuppertal 1964.
- Beide Hauptrollen in Concerto barocco (George Balanchine) – Hamburg 1966.
- Hauptrolle in Symphony in C (George Balanchine) – Hamburg 1966.
- Carmen in Carmen (Roland Petit) – Hamburg 1967.
- Anna II in Die Sieben Todsünden (Dragutin Boldin) – Lübeck 1967.
- Die Auserwählte in Sacre du Printemps (Maurice Béjart) – Brüssel 1967.
- Klassische Partie in Messe pour le temps présent (Maurice Béjart) – Avignon 1967.
- Fliederfee in Ni fleurs ni couronnes (Maurice Béjart) – Grenoble 1968.
- La Femme in Baudelaire (Maurice Béjart) – Brüssel 1968.
- Königin Mab in Romeo et Juliette (Maurice Béjart) – Brüssel 1968.
- Shakti in Bhakti (Maurice Béjart) – Avignon 1968.
- Yolande in Les 4 Fils Aymon (Léonide Massine/Paolo Bortoluzzi/Maurice Béjart) – Avignon 1969.
- Elle in Les Vainqueurs (Maurice Béjart) – Brüssel 1969.

## Rezeption
- Wilfried Hofman: Angele Albrecht ist ein Glücksfall: sie ist ein ganz und gar urwüchsiges tänzerisches Talent, eine Frau von hoher, exotischer und doch klassischer Schönheit und zugleich ein bescheidenes, unkorrumpierbares Mädchen.[1]
- Malve Gradinger: eine technisch hochbrillante, persönlichkeitsstarke Interpretin[2]